# Bartramia breviseta
Bartramia breviseta là một loài rêu trong họ Bartramiaceae. Loài này được Lindb. mô tả khoa học đầu tiên năm 1868.